# Polevansia rigida
Polevansia es un género monotípico de plantas herbáceas de la familia de las poáceas. Su única especie, Polevansia rigida De Winter, es originaria de Sudáfrica.

## Descripción
Son plantas perennes; rizomatosas y estoloníferas (formando esteras, con largos tallos decumbentes). Los culmos de 4-45 cm de alto; herbáceos; no ramificados arriba. Caña con nodos glabros. Los entrenudos del culmo hueco. Plantas desarmadas.  Los brotes jóvenes intravaginales, con las hojas en su mayoría basales; no auriculadas. Las láminas de las hojas lineares a linear-lanceoladas; estrechas, de 1.5-2.5 mm de ancho (y 1-18 cm de largo) ; planas; sin glándulas multicelulares abaxiales; sin venación.  Lígula una membrana con flecos (minuciosamente fimbriado) ; truncado; de a 0,4 mm de largo. Contra-lígula ausente.  Plantas bisexuales, con espiguillas bisexuales; con flores hermafroditas .

## Taxonomía
Polevansia rigida fue descrita por Bernard De Winter y publicado en Bothalia 9: 131. 1966.
Etimología
El nombre del género fue otorgado en honor de Illtyd Buller Pole-Evans, botánico y recolector de plantas.